# Luis Santana (strzelec)
Luis Emilio Santana (ur. 15 stycznia 1937 w Hato Mayor del Rey) – dominikański strzelec, olimpijczyk. 
Brał udział w igrzyskach olimpijskich w 1968 (Meksyk). Wystartował tylko w skeecie, w którym zajął ostatnią, 52. pozycję (zdobył jedynie 57 punktów na 200 możliwych).

## Wyniki olimpijskie
| Igrzyska | Konkurencja | Wynik      | Miejsce    | Źródło |
| -------- | ----------- | ---------- | ---------- | ------ |
| IO 1968  | Skeet       | 57 punktów | 52 (na 52) | [ 1 ]  |